# Julija Tymošenková
Julija Volodymyrivna Tymošenková (ukrajinsky: Юлія Володимирівна Тимошенко, * 27. listopadu 1960 Dněpropetrovsk (dnes Dnipro), Ukrajinská SSR) je ukrajinská politička a bývalá dvojnásobná předsedkyně vlády Ukrajiny.

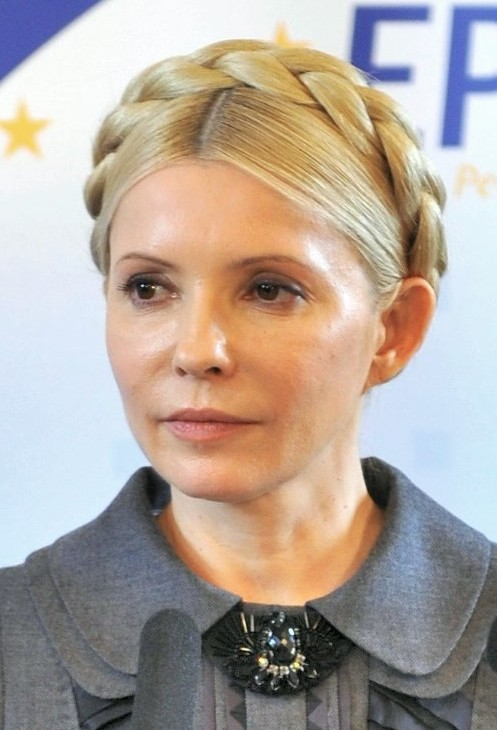
Julia Tymošenková v roce 2011

V roce 2004 byla během prezidentských voleb a následných protestů čelnou představitelkou opozice. Stala se jedním ze symbolů tzv. Oranžové revoluce. Od roku 2001 je předsedkyní koaličního uskupení Blok Julije Tymošenkové, od roku 1999 také strany Baťkivščyna, která má v této koalici nejsilnější zastoupení. V roce 2009 byla vyhlášena nejpřitažlivějším politickým lídrem na světě.
Dne 11. října 2011 byla odsouzena na sedm let odnětí svobody, když byla shledána vinnou v případu vyjednání nevýhodných podmínek o dodávkách ruského zemního plynu na Ukrajinu, která měla učinit během své funkce předsedkyně vlády v roce 2009. Mezinárodní organizace a Evropská unie považují tento rozsudek za politicky motivovaný.
Po sérii občanských protestů, které vyvrcholily v celostátní protivládní revoluci nazývanou Euromajdan, byla dne 22. února 2014 propuštěna z výkonu trestu z vězeňské nemocnice v Charkově..

## Život
Julija Volodymyrivna Tymošenková (v praxi častěji Julie či Julia Vladimirovna) se narodila roku 1960 v Dněpropetrovsku, součásti tehdejší Ukrajinské SSR, jako Julia Grigjanová. Vdala se v roce 1979 za Oleksandra Tymošenka (dcera Jevhenija, narozena 1980), následníka z rodiny brežněvovského funkcionáře KSSS.[zdroj⁠?!] Postupně zastávala různé funkce v sovětské mládežnické organizaci Komsomol. V roce 1984 absolvovala ekonomickou fakultu Dněpropetrovské státní univerzity. Ekonomka-kybernetička, kandidátka ekonomických věd. Od roku 1988 se společně s manželem Oleksandrem věnovala podnikání, v letech 1996–1997 byla generální ředitelkou Jednotných energetických systémů Ukrajiny.

### Politické aktivity
Od prosince 1996 zasedala v Nejvyšší radě (ukrajinský parlament), po volbách v roce 1998 za stranu Hromady Pavla Lazarenka, jejíž byla místopředsedkyní. Po útěku Lazarenka na konci roku 1998 ze země a jeho zatčení v USA (obvinění z praní špinavých peněz) změnila název strany na Baťkivščyna (Vlast). V letech 1998–2000 byla předsedkyní parlamentního rozpočtového výboru.
V prezidentských volbách v roce 1999 podpořila Leonida Kučmu. V letech 1999–2001 byla místopředsedkyní vlády Viktora Juščenka a ministryní paliv a energetiky. Svou protikorupční politikou si nadělala hodně nepřátel, zejména mezi ukrajinskými a ruskými oligarchy. Její vztah s prezidentem Kučmou se měnil a v srpnu 2000 byl zatčen její muž s obviněním, že jako předseda Spojených energetických systémů Ukrajiny připravil státní pokladnu o několik set miliónů dolarů. Na podzim začalo vyšetřování samotné Julije Tymošenkové, která byla v lednu 2001 odvolána a v únoru zatčena pro korupci. V březnu kyjevský soud obvinění odmítl a propustil ji z vazby. Posléze založila Fórum národní záchrany.
V lednu 2002 během kampaně před březnovými parlamentními volbami měla dopravní nehodu, při které utrpěla zranění hlavy a hrudi, jejíž okolnosti nebyly nikdy vysvětleny a objevily se dohady, že nehoda nebyla náhodná. V těchto volbách vystupovala jako předsedkyně seskupení Blok Julije Tymošenkové, které ve volbách v roce 2002 získalo 7,2 % hlasů.

### Oranžová revoluce

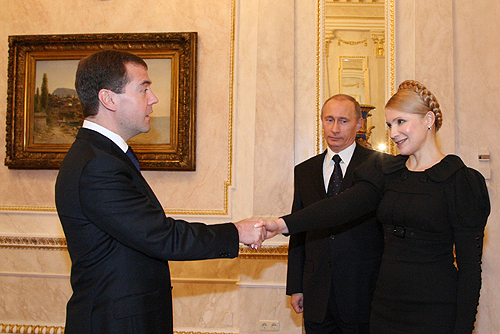
Tymošenková, Vladimir Putin a Dmitrij Medveděv 17. ledna 2009 při projednávání řešení Rusko-ukrajinské plynové krize.

V prezidentských volbách v roce 2004 podpořila kandidaturu prozápadního Viktora Juščenka a aktivně se podílela na protestech opozice po vyhlášení oficiálních výsledků, podle kterých zvítězil provládní (a proruský) Viktor Janukovyč. Opoziční demonstrace nakonec vyústily v opakování druhého kola prezidentských voleb, v němž již zvítězil Viktor Juščenko. Dne 24. ledna 2005 byla Julija Tymošenková jmenována ukrajinskou premiérkou, její vládu však prezident Juščenko již 8. září téhož roku odvolal.
Na žádost ruských úřadů po ní 7. prosince 2004 Interpol vyhlásil na svých internetových stránkách pátrání. Ruské orgány obviňují Tymošenkovou z podplacení ruského ministra vnitra v 90. letech, kdy se svým manželem Aleksandrem provozovala firmu dovážející energii z Ruska. Po několika hodinách však její fotografie i zpráva o pátrání ze stránek Interpolu zmizela. Centrála Interpolu v Lyonu tento postup zatím nijak neobjasnila.

### Parlamentní volby 2007
Ve volbách v září 2007 získal Blok Julije Tymošenkové 30,71 % hlasů a skončil na druhém místě za Stranou regionů dosavadního premiéra Viktora Janukovyče, který získal 34,37 % hlasů. Jako třetí skončila strana Naše Ukrajina prezidenta Viktora Juščenka se 14,15 % hlasů. Obě strany se prohlásily za vítěze voleb, protože společně měly více hlasů než Viktor Janukovič. Po dlouhém a složitém vyjednávání koaličních partnerů, pak byla 18. prosince 2007 nejtěsnější možnou většinou 226 hlasů, parlamentem potvrzena v čele koaliční vlády stran Naše Ukrajina a Blok Julije Tymošenkové.

### Prezidentské volby 2010
V roce 2010 se ucházela v prezidentských volbách za stranu Baťkivščyna o post prezidenta Ukrajiny. Skončila však na druhém místě, podle vyhlášení ústřední volební komise se vítězem prezidentských voleb stal předseda opoziční Strany regionů Viktor Janukovyč. Ten vyšel vítězně z obou volebních kol; v prvním kole 17. ledna 2010 získal 35 % hlasů, Tymošenková 25 %; ve druhém 7. února 48,95 % a Tymošenková 45,47 %. Tymošenková má tradičně silnou voličskou základnu převážně v západní části země.
Mezinárodní pozorovatelé označili volby za regulérní a čestné, Tymošenková navzdory tomu výsledky prezidentských voleb neuznala a podala žádost o jejich přezkoumání u soudu. Dle jejích tvrzení docházelo při volbách k porušování volebního zákona. 17. února soud oznámil, že pozastavil platnost výsledků prezidentských voleb a dodal, že vyčká, jak dopadne stížnost, kterou proti výsledkům voleb Tymošenková podala. 20. února Tymošenková svou žalobu stáhla s tvrzením, že ač soudu předložila přesvědčivé důkazy, soudci podle jejích slov odmítli využít písemné důkazy a nechtěli ani předvolat navržené svědky.

### Po prezidentských volbách
Dne 3. března vyslovil ukrajinský parlament koaliční vládě vedené Tymošenkovou nedůvěru.
V říjnu 2011 byla odsouzena na sedm let vězení za překročení svých pravomocí při podepsání rusko-ukrajinské smlouvy o plynu z ledna 2009, kterou soud označil pro Ukrajinu za nevýhodnou.

### Odsouzení
Dne 11. října 2011 byla odsouzena na sedm let odnětí svobody, když byla shledána vinnou v případu vyjednání nevýhodných podmínek o dodávkách ruského zemního plynu na Ukrajinu, která měla učinit během své funkce předsedkyně vlády v roce 2009. Mezinárodní organizace a Evropská unie považují tento rozsudek za politicky motivovaný. K výkonu trestu nastoupila do ženské věznice v Charkově.
Poté se nacházela ve špatném zdravotním stavu – měla vyhřezlou ploténku a v červenci 2012 její obhájce informoval, že trpí jakousi kožní chorobou, kterou však blíže nespecifikoval. V souvislosti s jejím uvězněním odmítli někteří evropští politici účast na mistrovství Evropy ve fotbale (mezi nimi např. celá Evropské komise v čele s Josém Barrosem či tehdejší český prezident Václav Klaus).

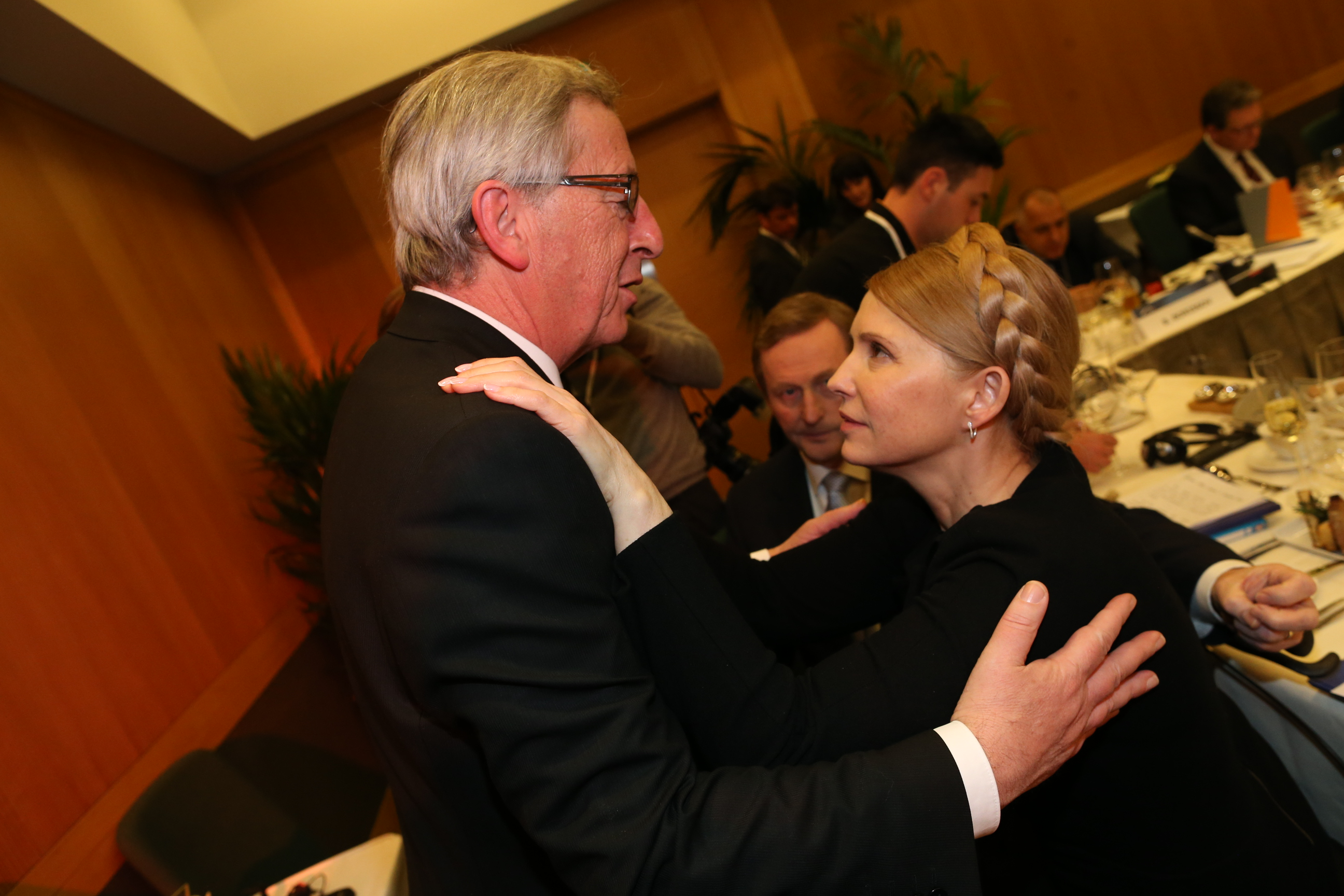
Tymošenková a evropský politik Jean-Claude Juncker, 6. března 2014

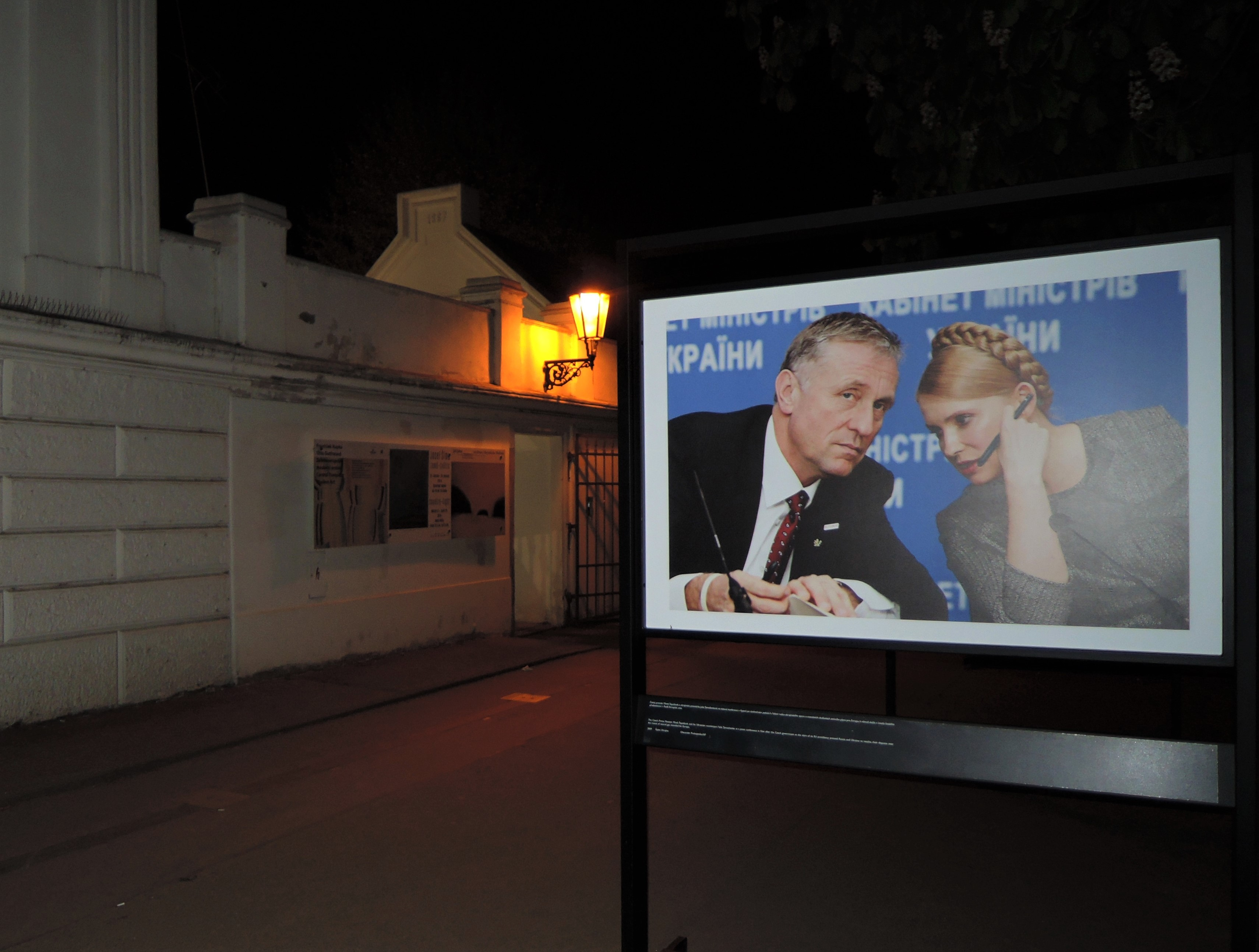
Volební plakát Topolánek-Tymošenková v Praze na Kampě, duben 2014

Její věznění bylo považováno za překážku pro podpis smlouvy o přidružení mezi Ukrajinou a Evropskou unií.
Dne 22. února 2014 byla revolucionáři propuštěna na svobodu.
V březnu 2014, krátce po ruské anexi Krymu, se v tajně odposlechnutém soukromém telefonickém rozhovoru, jehož větší část posléze nepřímo potvrdila, vyjádřila velmi ostře: Měli bychom vzít zbraně a postřílet je (Rusy).

### Prezidentské volby 2014
Brzy po propuštění z vězení oznámila Tymošenková novou kandidaturu na prezidentskou funkci. V květnových volbách hlavy státu skončila na druhém místě za Petrem Porošenkem, ale s výrazným odstupem: Porošenko získal 54,7 procenta hlasů, Tymošenková 12,8.

### Prezidentské volby 2019
V ukrajinských prezidentských volbách 31. března 2019 získala 13,40 % hlasů a umístila se na 3. místě, takže nepostoupila do druhého kola. Do druhého kola odmítla podpořit jak Petra Porošenka, tak Volodymyra Zelenského.

### Koronavirus 2020 a po něm
Dne 23. srpna 2020 u ní byla potvrzena nákaza nemocí covid-19. Dle prohlášení lékařů se nacházela ve vážném stavu, měla vysoké teploty. V následujících dnech byla dokonce převezena na jednotku intenzivní péče. Její stav se zlepšil až na začátku září. Negativní test měla poprvé 11. září, i poté ale trpěla zápalem plic.
26. října 2021 předala Tymošenková kyjevské Oleksandrivské klinické nemocnici zdravotnické vybavení pro pacienty s koronavirem.
Jako  poslankyně parlamentu (Rady) Ukrajiny aktivně působí v politice. 
31. května 2022 vystoupila Julija Tymošenková na kongresu Evropské lidové strany v Rotterdamu a vyzvala k veškeré možné pomoci při získání členství Ukrajiny v EU a NATO.
Dne 7. srpna 2022 zveřejnil britský časopis The Economist článek Tymošenkové, v němž vyzývá svět k uzavření nových bezpečnostních dohod, které zajistí nedotknutelnost státních hranic.
V červnu 2024 Rusko zařadilo Julii Tymošenkovou na seznam hledaných osob. 